# Valeria Cotelo
Valeria Cotelo (Juan José Gómez, General Roca, Río Negro, Argentina; 26 de marzo de 1984) es una exfutbolista argentina que jugó como defensora. Fue miembro del Equipo nacional de fútbol femenino de Argentina, participó de la Copa Mundial Femenina FIFA 2003 y la Copa Mundial Femenina FIFA 2007. Jugó para Boca Juniors en Argentina. Actualmente es profesora de fútbol.

## Selección nacional

### Participaciones en Copas del Mundo
| Torneo               | Sede           | Resultado    | Partidos | Goles | Asistencias |
| -------------------- | -------------- | ------------ | -------- | ----- | ----------- |
| Copa Mundial de 2003 | Estados Unidos | Primera fase | 1        | 0     | 0           |
| Copa Mundial de 2007 | China          | Primera fase | 2        | 0     | 0           |